# 158092 Frasercain
158092 Frasercain eller 2000 WM68 är en asteroid i huvudbältet som upptäcktes den 28 november 2000 av den amerikanske astronomen Jeffrey S. Medkeff vid Junk Bond-observatoriet. Den är uppkallad efter den kanadensiske vetenskapsjournalisten Fraser Cain.
Asteroiden har en diameter på ungefär 4 kilometer.